# Pryskyřník plazivý
Pryskyřník plazivý (Ranunculus repens) je vytrvalá jedovatá rostlina z čeledi pryskyřníkovitých.

## Popis
Jedná se o vytrvalou rostlinu dorůstající nejčastěji výšky (délky) 10–70 cm, někdy dorůstá až 1 m. Lodyha je plazivá až vystoupavá lysá až roztroušeně chlupatá, s dlouhými kořenujícími výběžky. Listy jsou střídavé, přízemní jsou dlouze řapíkaté, lodyžní jsou s kratšími řapíky, nejhořejší až přisedlé. Čepele přízemních listů jsou trojčetné, úkrojky jsou řapíkaté a hluboce trojdílné až trojsečné, krátce řapíkaté, nepravidelně hluboce zubaté. Lodyžní listy jsou trojdílné, podobné přízemním, všechny listy jsou lysé až roztroušeně chlupaté. Květy jsou zlatožluté, květní stopky hustě přitiskle chlupaté. Kališních lístků je 5, jsou odstálé, na vnější straně chlupaté, brzy opadávají. Korunní lístky jsou zlatožluté, široce vejčité, nejčastěji 7–12 mm dlouhé. Kvete v květnu až v srpnu. Plodem je nažka, která je asi 2,5–3,5 mm dlouhá, lysá, na vrcholu zakončená krátkým hákovitě zakřiveným zobánkem, nažky jsou uspořádány do souplodí. Počet chromozómů je 2n=16 nebo 32.

## Rozšíření
Pryskyřník plazivý je široce rozšířen téměř po celé Evropě, málo až s přesahem do severní Afriky, také roste místy v Asii na východ až po Japonsko. Člověkem zavlečen je ale i mnohde jinde, např. v Severní Americe, kde je místy zdomácnělý, dále je udáván adventivní výskyt ve Střední a Jižní Americe, na Novém Zélandu, v Austrálii a na některých ostrovech v Tichém oceánu.
V České republice je to velmi hojný druh rozšířený od nížin až do hor. 
Vyhledává často vlhčí stanoviště bohaté dusíkem, jako jsou různé typy vlhkých ruderálů, ve vlhkých loukách nebo v luzích.

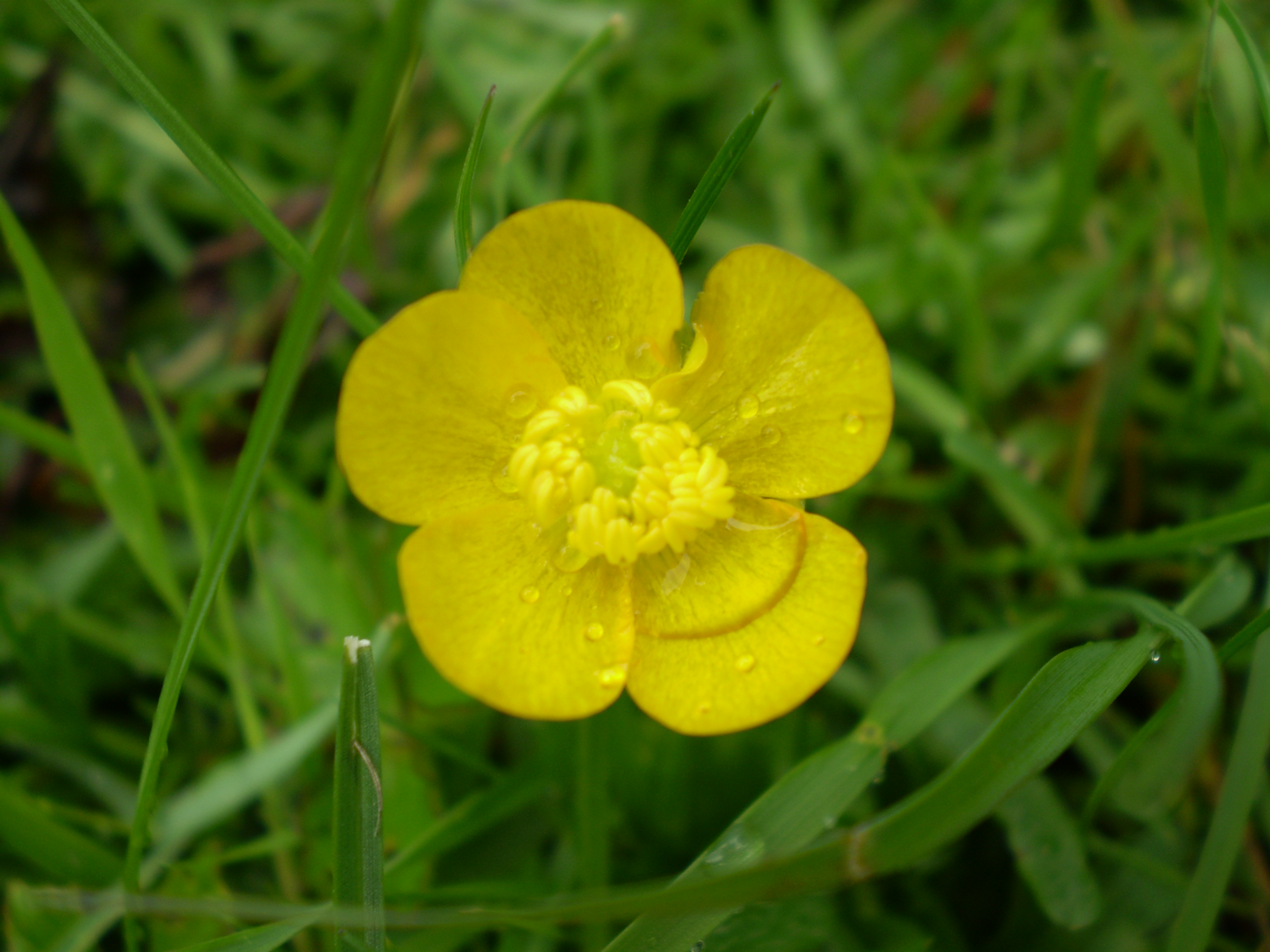
Detail květu
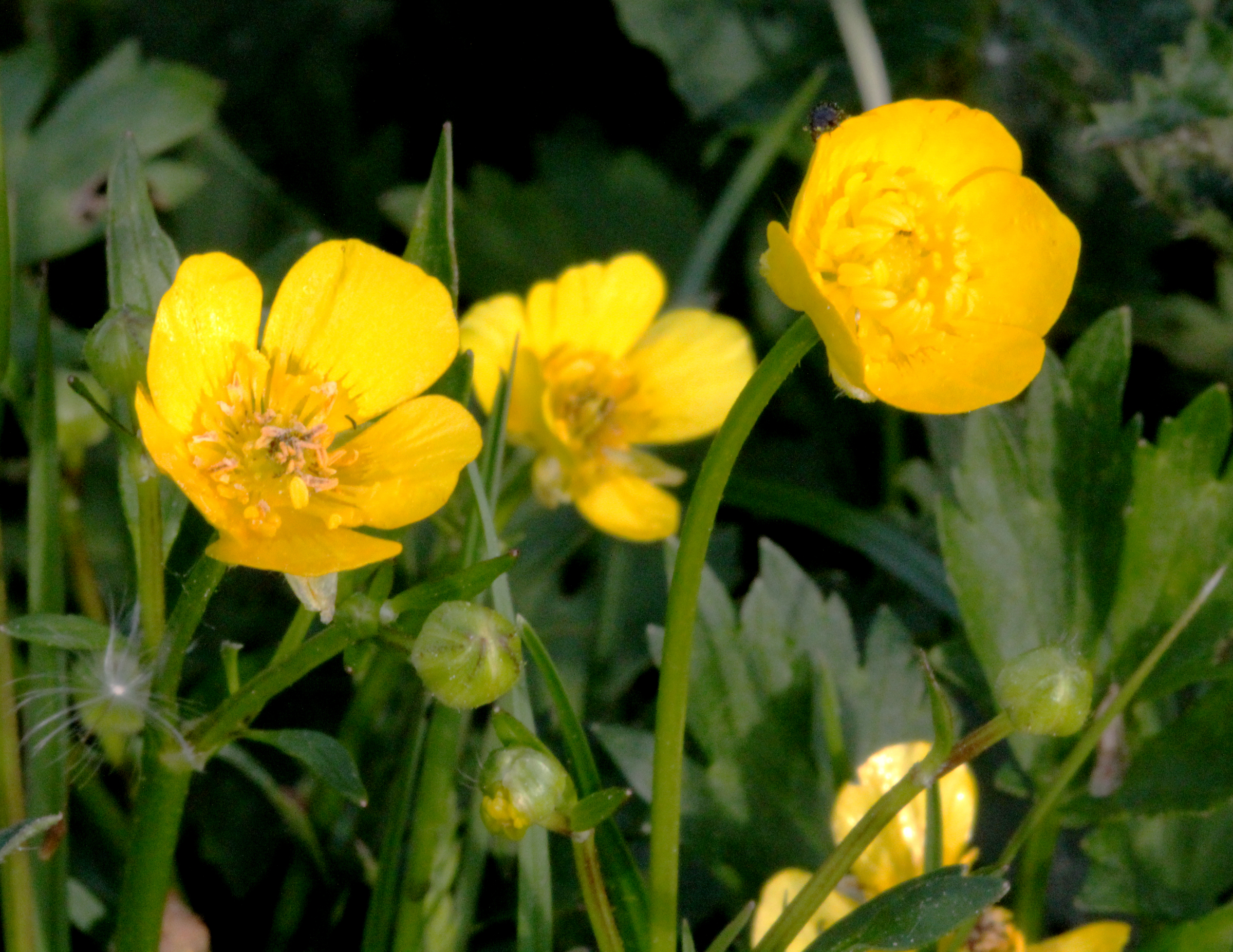
Květy
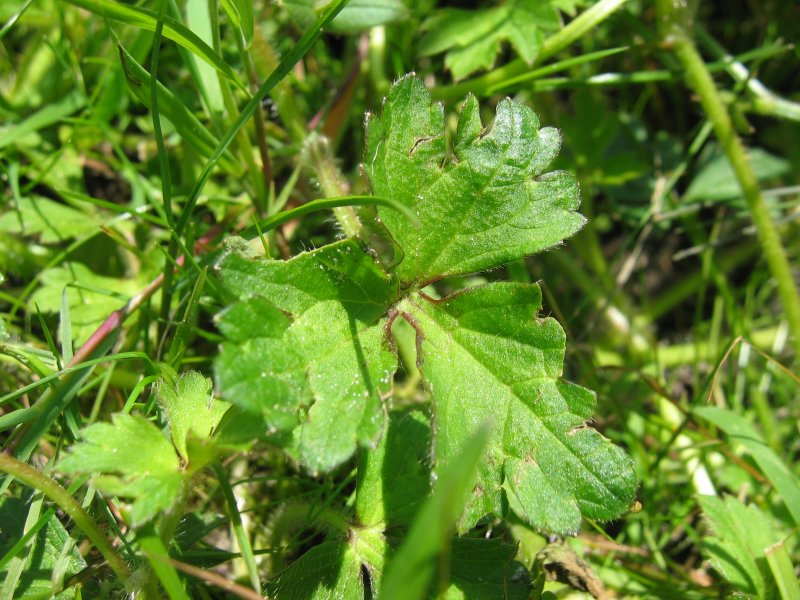
Detail listu
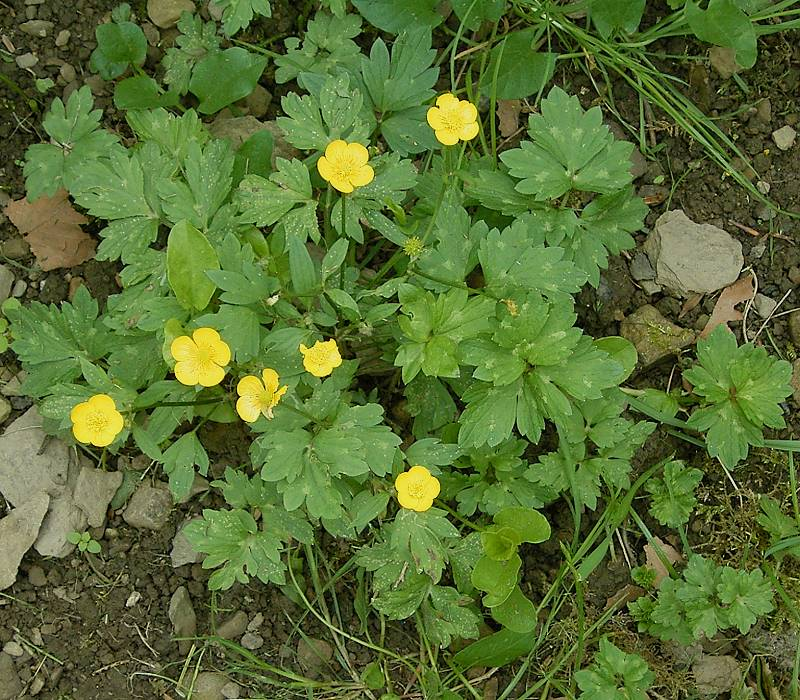
Habitus